# Rocher aux Oiseaux (Charente)
Pour les articles homonymes, voir Rocher aux Oiseaux.
Le rocher aux Oiseaux, est le point culminant du département de la Charente avec une altitude de 368,63 m. Il est situé sur la commune de Montrollet en Charente limousine, à 70 km au nord-est d'Angoulême.

## Géographie
Le rocher aux Oiseaux se trouve dans la partie du département appelée Charente limousine, à 19 km à l'est de Confolens au niveau des dernières ramifications des monts de Blond, sur le plateau du Limousin, dans la partie occidentale du Massif central.
Il fait partie d'une haute colline boisée, à l'extrémité nord-est du département de la Charente, en limite avec celui de la Haute-Vienne.
Le sous-sol se compose essentiellement de granite et de leucogranite interrompus par une bande de quartz,.
Longtemps le point culminant de la Charente a été considéré comme étant l'Arbre situé à 12 km à l'est de La Rochefoucauld et 32 km à l'est d'Angoulême, mais il ne s'élève qu'à 353 m d'altitude.

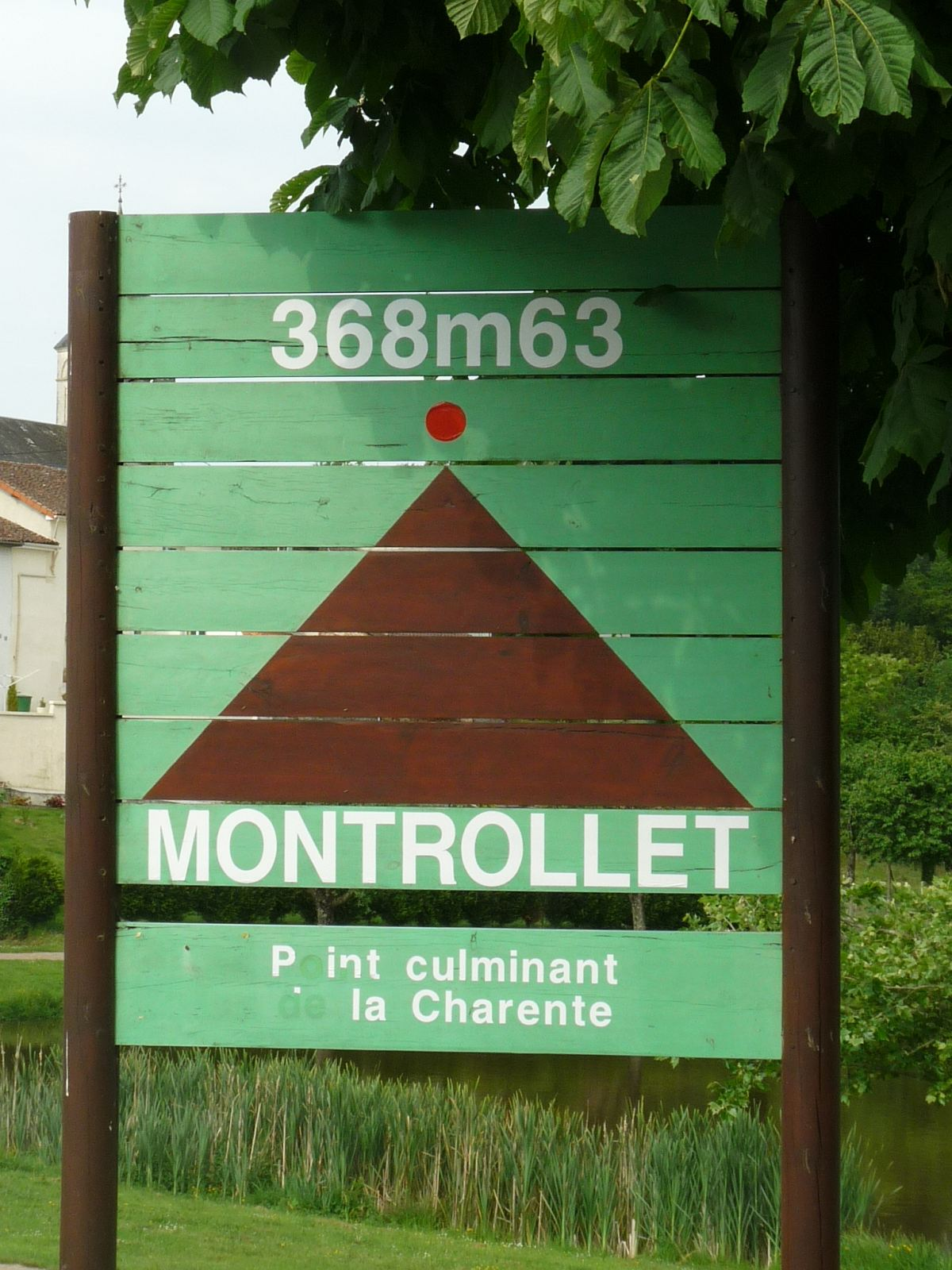
Panneau, au bourg de Montrollet